# Mathias Färm
Mathias Färm, né le 9 septembre 1974 à Örebro en Suède, est un guitariste suédois.
Il est un des deux guitaristes du groupe Millencolin, un groupe de softcore. En 1992, Il était avec Nikola Sarcevic, membres d'un groupe de musique appelé Seigmen, qui est un groupe de Punk Rock à base de chanson suédoise. Mathias Färm est propriétaire d'un studio d'enregistrement appelé "Soundlab Studios", qu'il a acquis avec l'aide de Mieszko Talarczyk, le chanteur du groupe Nasum.
Au départ de Millencolin, Mathias était le batteur, mais avec l'arrivée de Fredrik Larzon au sein du groupe en 1993, Mathias a choisi la guitare. 
En 2006, Mathias Färm fonde le groupe de musique "Franky Lee", un groupe beaucoup plus rock que Millencolin.